# Henri Mouton (chimiste)
Pour les articles homonymes, voir Henri Mouton et Mouton (homonymie).
Henri Mouton, né le 5 septembre 1869 à Cambrai (Nord) et mort le 13 juin 1935 à Bezons (Seine-et-Oise) est un chimiste et biologiste français.

## Biographie
Il entre à l’École normale supérieure en 1889, et obtient l'agrégation de sciences naturelles en 1895. Biologiste à l’Institut Pasteur, il est maître de conférences à la Faculté des sciences de Paris (1917) puis professeur sans chaire de physique-chimie à partir de 1927. Il collabore avec Aimé Cotton pour la mise en évidence de l’effet Cotton-Mouton (voir biréfringence).

## Éponymie
- Effet Cotton-Mouton (ou effet Voigt) : biréfringence induite par un champ magnétique.

## Œuvres et publications
- «Sur le Galvanotropisme des infusoires ciliés», in: Compt. rend. de l'Acad. des Sciences, 128 (1899): 1248.

- Recherches sur la digestion chez les amibes et sur leur diastase intracellulaire impr. de Charaire (Sceaux), 1902.

En collaboration
- avec Aimé Cotton: «Nouveau procédé pour mettre en évidence les objets ultra-microscopiques», in:  Comptes rendus de l’Académie des sciences, 136 (1903): 1657.

- avec Aimé Cotton: Les ultramicroscopes et les objets ultramicroscopiques, Masson (Paris) , 1906.

- avec Aimé Cotton:  Sur la biréfringence magnétique des liquides purs, comparaison avec le phénomène électro-optique de Kerr, Bureau du Journal de physique (Paris), 1911.

Traductions
De Jacques Loeb:
- La Conception mécanique de la vie, F. Alcan (Paris), 1914.
- Les protéines, F. Alcan (Paris), 1924.
- Les bases physico-chimiques de la régénération, Gauthier-Villars (Paris), 1926.